# 12204 Jonpineau
12204 Jonpineau eller 1981 EK26 är en asteroid i huvudbältet som upptäcktes den 2 mars 1981 av den amerikanska astronomen Schelte J. Bus vid Siding Spring-observatoriet. Den är uppkallad efter Jon Paul Pineau.
Asteroiden har en diameter på ungefär 3 kilometer.